# 国土開発幹線自動車道建設会議
国土開発幹線自動車道建設会議（こくどかいはつかんせんじどうしゃどうけんせつかいぎ）とは、国会議員や有識者から構成され、国土開発幹線自動車道建設法・高速自動車国道法に基づき全国で計画されている、国土開発幹線自動車道（総延長11,520 km）などの建設・整備を審議する2003年（平成15年）12月25日に設置された国土交通大臣の諮問機関である。国幹会議（こっかんかいぎ）と略される。

## 概要
前身の国土開発幹線自動車道建設審議会（国幹審）と合わせると、国幹審32回、国幹会議4回の計36回の審議で延べ9,428 kmの整備計画を決定した。
以前より前原誠司国土交通大臣が記者会見で「（国幹会議は）急に招集されて議論は数分」と批判し、廃止を表明していた。法案では当会議の根拠となっている国土開発幹線自動車道建設法を廃止し、また高速自動車国道法が改正される。道路行政の象徴とされており、民主党の政策集にも当会議の廃止が掲げられており、2009年（平成21年）8月30日の第45回衆議院議員総選挙で308議席を獲得し第1党に躍進、政権交代を果たしたことから当会議の廃止の可能性が高くなっていた。国土交通省は2010年（平成22年）1月12日に当会議を廃止する法案を1月18日に召集される第174通常国会に提出すると発表した。しかし12月に廃案となった。
2009年（平成21年）9月29日の記者会見で前原大臣は「（道路が）必要がどうかは厳格な基準を設けて慎重に見直す。中心になるのは費用対効果だと思う。」と述べていたが、廃止後は社会資本整備審議会（社整審）での議論を義務付け、高速道路の新規着工が審議されることになった。
廃止により第4回開催時の決定事項は見直されない予定であったが、民主党の2009年度補正予算の見直しにより、第4回に決定された高速道路6区間の4車線化事業が凍結された。しかし、3ヶ月後の2009年12月22日に前原国土交通大臣は記者会見で「執行施工方法や施工主体を見直すとは言ったが4車線化を否定しているわけではない。国幹会議の決定は尊重したい」と述べ、2010年度の予算案に一部の着工を盛り込むことを表明し、4車線化事業の凍結を解除することが明らかになった。予算が限られているために優先順位を決め、高い区間より順次着工される。その後その案も廃案となり、最終的に2012年度から国費を使用せずに順次着工することとなった。
2015年（平成27年）11月13日に高速自動車国道法施行令の一部改正が閣議決定され、11月18日の施行された。合わせて高速自動車国道施行規則が11月18日に公布・施行された。迅速な暫定2車線化を目的に、この改正により暫定2車線区間の4車線化等や、暫定2車線区間の4車線化等や天災による工期の延長等のやむを得ない事由で学識経験者の意見を聴いて適当と認める範囲内の増額に関する整備計画の変更を国幹会議を経ずに可能となった。

## 沿革
- 2003年（平成15年）12月25日 : 国土開発幹線自動車道建設法に基づき設置、同時に第1回開催。
- 2006年（平成18年）2月7日 : 第2回開催。
- 2007年（平成19年）12月25日 : 第3回開催。
- 2009年（平成21年）4月27日 : 第4回開催。
- 2009年（平成21年）9月26日 : 前原誠司国土交通大臣が閣議後の記者会見で当会議の廃止を表明。
- 2010年（平成22年）1月12日 : 国土交通省が当会議の廃止を盛り込んだ法案を第174通常国会に提出すると発表。
- 2010年（平成22年）3月 :廃止法案提出
- 2010年（平成22年）12月 :廃止法案廃案

## 構成委員（第4回開催時）
衆議院議員
- 小沢鋭仁
- 笹川堯
- 鉢呂吉雄
- 細田博之
- 保利耕輔
- 山本有二

参議院議員
- 泉信也
- 輿石東
- 羽田雄一郎
- 山崎正昭

有識者
- 上村多恵子（社団法人京都経済同友会常任理事）
- 楓千里（株式会社JTBパブリッシング執行役員法人事業部長）
- 金子原二郎（長崎県知事）
- 桜井正光（社団法人経済同友会代表幹事）
- 杉山雅洋（早稲田大学商学学術院教授）
- 張富士夫（前社団法人日本自動車工業会会長）
- 橋本博之（慶應義塾大学大学院法務研究科教授）
- 早坂礼子（株式会社産業経済新聞社編集局編集委員）
- 御手洗冨士夫（社団法人日本経済団体連合会会長）
- 森地茂（政策研究大学院大学教授）

## 各回の開催状況

### 第1回国土開発幹線自動車道建設会議
- 開催日 : 2003年12月25日
- 開催概要 :

1. 新直轄方式に切り替わる区間の基本計画及び整備計画の整備主体の変更
2. コスト削減を行った区間の整備計画の工事に要する費用の概算額等の変更
3. インターチェンジ等が追加される区間の基本計画及び整備計画の変更

### 第2回国土開発幹線自動車道建設会議
- 開催日 : 2006年2月7日
- 開催概要 :

1. 会社の自主性を尊重した会社整備区間の確定
2. 新直轄方式の対象区間の確定
3. 更なるコスト削減の具体化

### 第3回国土開発幹線自動車道建設会議
- 開催日 : 2007年12月25日
- 開催概要 :

1. 東京外かく環状道路の基本計画の策定等
2. 市町村合併等による路線指定政令の改正等

### 第4回国土開発幹線自動車道建設会議
- 開催日 : 2009年4月27日
- 開催概要 :

1. 新たな整備計画の策定
2. 暫定2車線区間の4車線化等に伴う整備計画の変更
3. 市町村合併に伴う整備計画の変更

## 国土開発幹線自動車道建設審議会
国土開発幹線自動車道建設審議会（こくどかいはつかんせんじどうしゃどうけんせつしんぎかい）とは、1957年に第1回が開催された以降、1999年の第32回まで、国土開発幹線自動車道建設法に基づき全国で計画されている、国土開発幹線自動車道などの建設・整備を審議していた国土交通大臣の諮問機関である。国幹審（こっかんしん）と略される。第16回までは国土開発縦貫自動車道建設審議会という名称であったが、第17回より国土開発幹線自動車道建設審議会という名称になった。
第32回開催時以降は、当会議（国幹会議）に引き継がれる形となり事実上の国幹会議の前身である。

### 開催日一覧
- 第1回 : 1957年（昭和32年）5月8日
- 第2回 : 同年 6月14日
- 第3回 : 同年 8月21日
- 第4回 : 同年 10月16日
- 第5回 : 1959年（昭和34年）2月16日
- 第6回 : 1960年（昭和35年）3月18日
- 第7回 : 1961年（昭和36年）10月25日
- 第8回 : 1962年（昭和37年）3月15日
- 第9回 : 同年 3月23日
- 第10回 : 同年 5月8日
- 第11回 : 1963年（昭和38年）7月9日
- 第12回 : 1964年（昭和39年）4月7日
- 第13回 : 1965年（昭和40年）1月25日
- 第14回 : 同年 10月18日
- 第15回 : 1966年（昭和41年）3月17日
- 第16回 : 同年 7月25日
- 第17回 : 1967年（昭和42年）11月9日
- 第18回 : 1968年（昭和43年）3月6日
- 第19回 : 同年 12月27日
- 第20回 : 1970年（昭和45年）6月9日
- 第21回 : 1971年（昭和46年）6月1日
- 第22回 : 1972年（昭和47年）6月20日
- 第23回 : 1973年（昭和48年）10月19日
- 第24回 : 1976年（昭和51年）7月20日
- 第25回 : 1978年（昭和53年）11月21日
- 第26回 : 1982年（昭和57年）1月20日
- 第27回 : 1986年（昭和61年）1月21日
- 第28回 : 1989年（平成元年）1月31日
- 第29回 : 1991年（平成3年）12月3日
- 第30回 : 1996年（平成8年）12月27日
- 第31回 : 1998年（平成10年）12月24日
- 第32回 : 1999年（平成11年）12月24日

## 関連事項
- 高速自動車国道
- 国土交通省
- 日本の高速道路
- 道路族
- 社会資本整備審議会